# Diamonds Are Forever (bog)
Diamonds Are Forever (Agent 007 spiller højt / Diamanter varer evigt) er den fjerde bog i serien om James Bond af Ian Fleming. Den udkom første gang i 1956.
Bogen blev filmatiseret i 1971 som den syvende film i EON Productions serie om James Bond. Filmen følger kun i begrænset omfang bogen.

## Plot
Diamanter smugles fra Afrika til USA organiseret af brødrene Spang. Bond går under dække som diamantsmugler og bringer som sådan et parti diamanter til New York. Lønnen skal han få ved at satse penge i et fikset løb på væddeløbsbanen i Saragota. Men Bonds ven Felix Leiter har også fikset løbet, så Bond må videre til Las Vegas for at få pengene – og mere end det...